# ويلبر جاكيت
ويلبر جاكيت هو قاضي ومحامي كندي، ولد في 27 يونيو 1912 في Tompkins, Saskatchewan ‏ في كندا، وتوفي في 10 سبتمبر 2005.